# Gălbinași (Buzău)
Gălbinași is een Roemeense gemeente in het district Buzău.
Gălbinași telt 4106 inwoners.